# لولبية سنية
لولبية سنية (بالإنجليزية: Treponema denticola)‏ هي نوع من البكتيريا، سلبية الغرام، تتبع اللولبية.